# Frédéric de Greslan
Frédéric de Greslan est un homme politique français anti-indépendantiste de Nouvelle-Calédonie, né à Bordeaux (Gironde) le 4 juin 1964. Membre de Calédonie ensemble, il est conseiller municipal de Nouméa depuis 2008, élu à l'Assemblée de la Province Sud de 2009 à 2012 et au Congrès de la Nouvelle-Calédonie de 2011 à 2012, avant de devenir membre du gouvernement local le 18 décembre 2012. 

## Origines familiales
Frédéric de Greslan est membre d’une vieille famille néo-calédonienne issue de la « colonisation bourbonnaise » (venue de La Réunion et arrivée en Nouvelle-Calédonie dans les années 1860, elle est initialement originaire de Nantes avec une tradition pour les métiers de droit depuis le XVIIe siècle). Il est le descendant direct, à la cinquième génération, de Prosper de Greslan, procureur du roi à partir de 1839 puis député de La Réunion de 1849 à 1852. Le fils aîné de ce dernier, et trisaïeul de Frédéric de Greslan, Évenor (1839-1900) vient pour la première fois en Nouvelle-Calédonie en 1863 et obtient une concession gratuite de 500 ha à Dumbéa  en 1865 (augmentée à 2 300 ha dès 1872) : il s’y installe avec une importante main d’œuvre (37 « Malabars », ou indiens d’origine et ouvriers, puis va être le premier à employer des travailleurs indonésiens à partir des années 1890) pour y fonder une usine et une exploitation sucrière. Un des membres fondateurs de l’ « Union calédonienne », loge franc-maçonne néo-calédonienne rattachée au Grand Orient de France en 1869, puis est élu au conseil général de la colonie de 1885 à 1889. Son épouse, Minnie Martha Beck (1852-1921), était originaire d’Australie-Méridionale. Leur fils aîné, et arrière-grand-père de Frédéric de Greslan, Prosper (1875-1930), est le premier de la famille à être né en Nouvelle-Calédonie, dirige une briqueterie et a épousé Lucie Metzdorf (1873-1910), arrivée dans l’archipel en 1879 avec ses parents, l’ingénieur des mines brugeois Charles Ier Metzdorf (décédé en 1884) et la wallonne Sophie Mazine. Ils ont ensemble trois enfants, dont un seul fils, Guy (1903-1975), exploitant d’une scierie et grand-père de Frédéric. Il s’est marié pour sa part avec Irène Tissier (1907-1989), fille d’un chef cantonnier originaire de Châteauroux dans l’Indre et recensé comme employé à Dumbéa. 
Frédéric de Greslan est lui-même le premier des trois fils de Michel de Greslan (né en 1937), deuxième enfant et seul fils de Guy et Irène, chirurgien maxillo-faciale, stomatologue et chirurgien plasticien et esthétique à Nouméa,.Frédéric de Greslan est né à Bordeaux où son père termine ses études de médecine.   Il est également apparenté à deux autres hommes politiques : Évenor de Greslan (né en 1908, cousin germain de son grand-père), syndicaliste puis homme politique qui a siégé à l’Assemblée territoriale de 1957 à 1972 puis de 1974 à 1977 et un militant successif de l’Union calédonienne (UC, mouvement centriste et autonomiste qui a pour slogan « Deux couleurs, un seul peuple » et qui domine la vie politique local de 1953 à 1972) jusqu’en 1971, du Mouvement libéral calédonien (MLC, anti-indépendantiste mais restant autonomiste) de 1971 à 1978 puis de la Fédération socialiste calédonienne (FSC, scission des anti-indépendantistes du Parti socialiste calédonien) créée en 1979 ; Claude Fournier, par alliance (né en 1937, il est le gendre du précédent),  lui aussi élu de l’Assemblée territoriale de 1972 à 1979 sous les couleurs de plusieurs partis de gauche : le Mouvement populaire calédonien (MPC, de tendance ouvriériste) de 1972 à 1976 puis du Parti socialiste calédonien (PSC) de 1976 à 1979, il est le principal fondateur en 1979 de la FSC.

## Formation et carrière d’avocat
Frédéric de Greslan fait ses études de droit en France métropolitaine, à Bordeaux puis à Paris. Il prête serment en 1989 dans la capitale nationale, travaillant dans un premier temps pour un cabinet spécialisé dans le droit des affaires. Il revient en Nouvelle-Calédonie en 1992, et s’oriente alors progressivement vers le droit pénal. Il se fait connaître en plaidant dans plusieurs affaires très médiatisées, notamment pour leurs fortes implications politiques, et est cité par le magazine ‘’L’Express’’ du 10 mai 2001 parmi son palmarès des « 50 qui font bouger la Nouvelle-Calédonie » : l’hebdomadaire le présente comme « le défenseur des citoyens en butte au pouvoir local ».  Il entre régulièrement en confrontation dans ces procès avec le parti majoritaire localement, le Rassemblement pour la Calédonie dans la République (RPCR, devenu le Rassemblement-UMP en 2004), et son président Jacques Lafleur. 
Il s’est notamment illustré en étant le défenseur de :
- Bruno Van Peteghem[6], fondateur d'une association de riverains de Port Moselle à Nouméa qui s'est opposé à partir de 1994 à la construction dans son quartier d'un immeuble de 74 logements à forte valeur ajoutée sur le domaine maritime de l'État et sans autorisation. Accusant la ville de Nouméa et la Province Sud de chercher à rentabiliser une opération de remblai déficitaire, il met particulièrement en cause Henri Lafleur. Henri Lafleur est alors administrateur autant de la Société d'économie mixte chargée du remblaiement que de la société opérant le projet immobilier ainsi qu'adjoint au maire de la commune.   En avril 1997 la cour administrative d'appel de Paris annule le permis de construire et, en novembre 1997, Henri Lafleur est mis en examen pour délit d'ingérence à la requête des actionnaires de sa société de promotion immobilière. Relaxé en première instance, il est condamné en appel en mai 2000 à un an de prison avec sursis et deux ans d'inéligibilité[7], son pourvoi en Cassation étant rejeté le 7 novembre 2001[8]. Mais les logements incriminés sont déjà construits et habités, Bruno Van Peteghem, son association et leur avocat Frédéric de Greslan réclament alors leur démolition à plusieurs reprises, trois permis de construire étant successivement cassés par décision judiciaire sans que les immeubles soient détruits. Le tribunal administratif de Nouméa finit cependant par rejeter en mars 2003 les demandes de démolition et d'indemnisation des riverains.
- Laurent Vili, un jeune Wallisien accusé d'être l'assassin du Kanak Jean-Marie Goyeta (tué en janvier 2002 lors des « évènements de Saint-Louis » au Mont-Dore qui ont vu s’affronter violemment, sur fond de conflits fonciers, ethniques et coutumiers, les Polynésiens du lotissement de l’Ave Maria et les Mélanésiens de la tribu voisine entre 2001 et 2004). Laurent Vili a toujours clamé son innocence, tout en obtenant en Métropole de nombreux soutiens au sein du monde du rugby à XV (surtout au sein du Montpellier HRC, son ancien club)[9]. Frédéric de Greslan,  associé à Gilles Gauer du barreau de Montpellier, obtient finalement l’acquittement de Laurent Vili le 23 avril 2008[10], confirmé en appel le 5 décembre suivant[11].
- la famille de Mika Kusama, jeune touriste japonaise retrouvée assassinée, dénudée et le corps calciné, le 6 mai 2002 sur le rocher de la baie de Kanuméra à l’île des Pins, trois jours après que sa disparition a été signalée par la gérante du gîte-relais où elle était installée pour son séjour. L’horreur du crime a beaucoup marqué l’opinion publique en Nouvelle-Calédonie. Frédéric de Greslan concentre rapidement ses attaques, comme le ministère public, sur les frères Antoine et Ambroise Kohnu, deux Kanak de la tribu voisine de Comagna et dont le clan revendiquait la propriété du rocher (où plusieurs incidents avec des touristes s’étaient déjà produits par le passé), arrêtés le lendemain de la découverte du corps de la victime[12] et mis en accusation le 9 décembre 2004. Un comité de soutien en faveur des accusés se constitue rapidement, animé notamment par la Ligue des droits de l’homme en Nouvelle-Calédonie (LDH-NC). Le procès d’assises en première instance aboutit à l’acquittement d’Ambroise Kohnu mais à la condamnation à 15 ans de réclusion criminelle pour son frère aîné Antoine en décembre 2007[13], jugement cassé pour vice de procédure. Lors du second procès, les deux frères Kohnu sont cette fois acquittés le 12 mai 2009. Frédéric de Greslan estime à la suite de cette décision que : « La justice ne sort pas grandie de cette affaire »[14].
- Philippe Gomès, homme politique de Nouvelle-Calédonie, confrère politique de Frédéric De Greslan[15], accusé et condamné pour prise illégale d'intérêts en 2022. C'est la deuxième fois que Philippe Gomès est accusé du même crime, il l'avait déjà été dans le cadre de l'affaire SPOT[16]. Cette fois, il s'agit de l'affaire NCE - Nouvelle-Calédonie Énergie, Frédéric De Greslan, son conseil devant le Tribunal Correctionnel, plaide alors "l’intérêt général et l’urgence absolue"[17]. Frédéric De Greslan perd et Philippe Gomès est condamné à deux millions de francs d'amende, avec sursis. Frédéric De Greslan commentera à l'annonce de cette condamnation : "C'est une décision qui n'est pas satisfaisante pour nous parce qu'il y a une condamnation. Mais on voit que c'est vraiment une condamnation de principe : une amende avec sursis et pas d'inéligibilité"[17]. Anticor, l’association nationale contre la corruption et pour l’éthique en politique, s'estime satisfaite de cette condamnation mai souligne cependant que "l'attitude de l'élu a été extrêmement regrettable."[17]

## Carrière politique
Militant dès sa création en 2004 de L'Avenir ensemble, parti non indépendantiste d’opposition au RPCR et arrivé au pouvoir lors des élections provinciales du 9 mai 2004 sur la base d’un important programme social, de transparence de la gestion politique et de respect « à la lettre » de l’accord de Nouméa, Frédéric de Greslan se lance pour la première fois dans la politique active à l’occasion des municipales de 2008 à Nouméa. Il tente alors de se faire investir chef de file de l’Avenir ensemble dans le chef-lieu, mais il se fait battre par la conseillère municipale sortante et vice-présidente de l’Assemblée de la Province Sud Sonia Lagarde (qui avait déjà mené une liste divers droite ouverte à la société civile en 2001, obtenant alors le deuxième meilleur score après celle du maire sortant RPCR Jean Lèques) lors d’un vote de primaires par acclamation tenu sur le campus de l’Université de la Nouvelle-Calédonie à Nouville le 12 décembre 2007,. Il est intégré, en quatrième position, sur la liste que cette dernière forme, appelée « Changer, c’est capital », qui obtient 6 290 voix (24,74 % des suffrages et le deuxième meilleur score, contre 43,49 % à la formation de Jean Lèques qui, pour la première fois depuis son arrivée à la mairie en 1986, est mis en ballotage) au premier tour le 9 mars puis 8 379 votes (33,11 %) et 9 élus sur 53 (contre 49,41 % et 40 sièges à la majorité sortante qui est donc reconduite) au second le 16 mars 2008. Par conséquent, Frédéric de Greslan est élu conseiller municipal d’opposition de Nouméa. 
Lorsque l’Avenir ensemble se divise en deux au cours de l’année 2008, Frédéric de Greslan, comme Sonia Lagarde et les autres conseillers municipaux du groupe « Changer, c’est capital » issus de ce parti, rejoignent le mouvement Calédonie ensemble créé le 11 octobre 2008 par le président de l’Assemblée de la Province Sud Philippe Gomès.  L’année suivante, il est candidat en 11e position sur la liste menée par ce dernier au nom de cette nouvelle formation dans le Sud. Elle obtient le deuxième meilleur score après le Rassemblement-UMP désormais emmené par le député Pierre Frogier, avec 14 293 voix (23,6 %) et 11 élus sur 40 à l’Assemblée provinciale. Frédéric de Greslan entre ainsi au sein de l’institution, mais pas au Congrès où son parti a remporté 9 sièges issus de cette Province. 
À l’Assemblée de la Province Sud, Frédéric de Greslan prend la présidence de la commission du Budget, des Finances et du Patrimoine et de celle de la Jeunesse, des Sports et des Loisirs, et rapporteur de celle chargée du suivi du plan provincial de développement durable. Il se fait remarquer en présentant, dans le cadre de l’émission télévisée de débat politique ‘’Faut qu’on se parle’’ sur Télé Nouvelle-Calédonie le 10 juin 2010, et devant le président du Congrès et chef de file de l’Avenir ensemble Harold Martin, la proposition de Calédonie ensemble pour un drapeau commun néo-calédonien, en réaction à la volonté de Pierre Frogier (soutenu également par d’autres formations politiques, dont l’Avenir ensemble dans le camp anti-indépendantiste) de faire lever côte-à-côte les étendards français et « Kanaky » sur les édifices publics de l’État et des institutions locales.
Après l’élection au sein du gouvernement de la Nouvelle-Calédonie le 17 mars 2011 de Philippe Gomès et Hélène Iekawé (réélus les 1er avril et 10 juin suivants), ceux-ci ne peuvent pas cumuler ce poste avec leurs mandats à l’Assemblée de la Province Sud et  au Congrès. Frédéric de Greslan fait donc alors son entrée au sein de cette dernière institution, en tant que leur suivant de liste. Il devient le 20 avril de la même année rapporteur de la commission de l’Enseignement et de la Culture, en remplacement de Léonard Sam, lui-même porté à la présidence de cette commission à la place de Hélène Iekawé. Il est en quatrième position sur la liste de son parti présentée pour l’élection du 12e gouvernement de Nouvelle-Calédonie issu de l’accord de Nouméa le 10 juin 2011 : elle a obtenu 3 des 11 sièges à pourvoir, ce qui permettrait à Frédéric de Greslan d’entrer potentiellement au sein de l’exécutif en cas de démission de l’un de ses trois prédécesseurs de liste (Philippe Gomès a lui-même envisagé cette possibilité avant même le scrutin, afin de se concentrer sur sa fonction de chef de file de Calédonie ensemble en tant que parti d’opposition au Rassemblement-UMP, à l’Avenir ensemble, à l’Union calédonienne et au Parti travailliste).
Le 9 novembre 2011, lorsqu'une nouvelle élection du bureau de l'Assemblée de la Province Sud est organisée (pour remplacer à la 1re vice-présidence Éric Gay qui souhaite se consacrer à sa campagne pour les élections législatives de juin 2012, et pour écarter par la même occasion les deux vice-présidents Calédonie ensemble Philippe Michel et Sonia Lagarde), Frédéric de Greslan est candidat à la 3e vice-présidence. Il est battu, obtenant 13 voix (les 11 de Calédonie ensemble et les 2 de l'UDC) contre 21 à la candidate du Rassemblement-UMP Cynthia Ligeard (les 15 de son parti, les 4 des élus Avenir ensemble ainsi que les voix de Didier Leroux du MoDem et de Jean-Luc Régent du RPC) et 6 bulletins nuls (les 4 du groupe FLNKS et les 2 du LMD). 
Il copréside, avec Évelyne Lèques, le comité de soutien de Sonia Lagarde pour les élections législatives de juin 2012 dans la 1re circonscription (Nouméa, l'île des Pins et les Îles Loyauté).
Le 18 décembre 2012, il remplace Philippe Gomès, démissionnaire, au sein du gouvernement en tant que son suivant de liste. Le même jour, les dirigeants de Calédonie ensemble annoncent qu'ils vont déposer le 21 décembre suivant une motion de censure (finalement rejetée) contre cet exécutif. Le 16 avril 2013, ses attributions au sein du gouvernement sont précisées : il obtient alors l'animation et le contrôle du secteur de la Fonction publique, ce que Calédonie ensemble refuse pourtant car estimant ne pas être « en situation politique d’exercer sérieusement [cette compétence], compte tenu de sa mise à l’écart de toutes les responsabilités ». De plus, ce remaniement ne dit pas à qui reviennent les anciennes attributions de Philippe Gomès à l'égard des Transferts de la sécurité civile, du droit civil et commercial et des règles de l'état civil et de la circulation aérienne et maritime, de la préparation des transferts prévus dans l'article 27 et du suivi des décisions du Comité des signataires au nom de Calédonie ensemble. Selon le vice-président Gilbert Tyuienon : « On a repris que les secteurs qui ont bougé. Il me semble que les transferts c’est toujours De Greslan. » Mais la porte-parole Sonia Backes estime pour sa part : « Je crois que ce qu’Harold Martin a voulu faire c’est les gérer en direct comme il en assure déjà la coordination. ».
Le 19 décembre 2013, après avoir longtemps été pressenti par les médias locaux, il est officiellement investi comme tête de liste de Calédonie ensemble pour les élections municipales de 2014 à Païta. Prenant pour slogan « Ensemble, changeons Païta », il explique sa candidature dans cette commune est non à Nouméa dont il est un conseiller municipal sortant : « À l'usage, je me suis rendu compte qu'à Nouméa, il y avait très peu de marge de manœuvre. Il est de très loin préférable de partir de zéro, parce que le maire précédent n'a pas fait grand-chose, plutôt que de devoir réparer ce qui a été mal fait. » Il met en avant dès le lancement de sa campagne comme principales propositions la création d'une police municipale (un des points communs partagés par un grand nombre des candidats dans cette commune), d'un centre communal d'action sociale « qui permette vraiment d'intervenir au niveau social et de mettre en œuvre tout ce qui n’a pas été fait », d'« un grand marché municipal », la mise en place d'un plan d’urbanisme directeur déjà élaboré mais jamais mené jusqu’au bout de la procédure, la construction d'une piscine municipale, d'aires de jeux localisées, d'un skatepark, d'une maison des associations, de plus de maisons de quartier ou encore la promesse d'équiper toutes les rues en éclairage public.